# Survenance
En philosophie, et plus particulièrement en métaphysique, la survenance est une relation de covariation et de dépendance entre une base (états, propriétés, prédicats) dite « subvenante », et ce qui survient sur cette base. Il est ainsi courant de parler de la survenance de l'esprit sur le corps pour signifier que les états mentaux surviennent sur les états physiques dont ils dépendent étroitement. 
Selon les conceptions, ce qui survient est ou non réductible à ce sur quoi cela survient.

## Métaphysique et philosophie de l'esprit
Depuis un article fameux de Donald Davidson « Les événements mentaux », c'est principalement dans le domaine de la métaphysique et de la philosophie de l'esprit que la notion de survenance a été développée au point d'y devenir un des grands concepts explicatifs. Cette notion a été introduite par Davidson sur le terrain de la philosophie de l'esprit afin de rendre compatibles les idées apparemment contradictoires de dépendance systématique et d'irréductibilité de l'esprit par rapport au corps :
« On peut interpréter cette survenance comme signifiant qu'il ne peut y avoir deux événements qui soient semblables sous tous leurs aspects physiques mais qui diffèrent sous un aspect mental quelconque. Ce genre de dépendance ou de survenance n'implique pas la réductibilité par l'intermédiaire de lois ou de définitions. »

### Principe
Son principe est relativement simple. Lorsqu'il y a survenance, il ne peut pas y avoir une différence d'une certaine sorte à un certain niveau de description sans une différence d'une autre sorte à un autre niveau de description. Il y a donc une relation de covariation entre ces deux niveaux : lorsqu'une propriété de type B survient sur une propriété de type A, tout changement de type B équivaut à un changement de type A. Mais cette équivalence ne permet pas d'établir l'équivalence de A et de B et donc de réduire B à A. Elle ne permet pas non plus d'établir une relation de causalité entre A et B. La relation entre ces deux types d'états est dite, dans ce cas, « anomale » (Davidson), c'est-à-dire, contingente dans sa description. Il n' y a pas, en principe, de lois de correspondance entre les types d'états engagés dans la relation de survenance. Cela constitue une limite à la prédiction scientifique. 
En tant qu'états ou propriétés du second degré, les propriétés survenantes semblent pouvoir se réaliser de façon multiple dans des propriétés du premier degré, authentiquement physiques. Ainsi, un même état psychologique, tel que la douleur, peut-il survenir sur des états neurologiques différents selon l'espèce animale concernée. On parlera toutefois, dans ce cas, de version « faible » et « locale » de la relation de survenance, par opposition à une version « forte » et « globale » qui considère que toute différenciation entre les propriétés subvenantes (notamment physiques) implique nécessairement (dans tous les mondes possibles) une différenciation au niveau des propriétés survenantes.

### Un concept explicatif
On peut tenter de comprendre en termes de survenance la relation que des propriétés psychologiques entretiennent avec des propriétés physiques. Ces deux types de propriétés sont dans une certaine relation de dépendance qui ressemble à une relation d'identité d'une part (thèse réductionniste), à une relation de causalité d'autre part (thèse dualiste). Avec la notion de survenance, on rend compte de ces deux aspects apparemment contradictoires de la relation et on obtient un concept susceptible d'expliquer dans un cadre matérialiste le problème traditionnel du corps et de l'esprit.

## Éthique et esthétique
Un usage éthique est possible de la notion de survenance : la propriété d'être bon ou juste (propriété morale et évaluative) surviendra sur des propriétés comportementales (propriétés physiques et descriptives). C'est même dans le domaine moral que le concept de survenance a fait sa première apparition, avec le philosophe Richard Hare. Dans The Language of Morals (1952), Hare défendait l'idée que les prédicats évaluatifs ou moraux dépendent des prédicats descriptifs, ce qui n'impliquait pas selon lui la possibilité de les définir par des termes descriptifs. 
Il existe aussi un usage esthétique de cette notion : la propriété d'être beau (propriété esthétique) survient sur les propriétés physiques ou phénoménales d'un objet.

## Débats
La question métaphysique classique concernant la survenance est de savoir si les propriétés survenantes sont ou non réductibles ontologiquement aux propriétés subvenantes bien réelles, s'il s'agit donc de propriétés purement descriptives ou bien de propriétés réelles.
Le problème se pose également de savoir si la relation de survenance est bien une relation de dépendance systématique. Tout ce qu'elle semble indiquer en effet est un simple phénomène de covariation entre deux familles de propriétés sans lois strictes régissant ces deux familles de propriétés.